# Cynoponticus
Cynoponticus es un género de peces de la familia Muraenesocidae, del orden Anguilliformes. Este género marino fue descrito por primera vez en 1845 por Oronzio Gabriele Costa.

## Especies
Especies reconocidas del género:
- Cynoponticus coniceps (D. S. Jordan & C. H. Gilbert, 1882)
- Cynoponticus ferox O. G. Costa, 1846
- Cynoponticus savanna (Bancroft, 1831)

### Lectura recomendada
- Congridae. p. 156-167. In J.C. Quero, J.C. Hureau, C. Karrer, A. Post and L. Saldanha (eds.) Check-list of the fishes of the eastern tropical Atlantic (CLOFETA). JNICT, Lisbon; SEI, Paris; and UNESCO, Paris. Vol. 1 (Ref. 4453).
- Smith, D.G. (1995). Muraenesocidae. Morenocios. p. 1301-1302. In W. Fischer, F. Krupp, W. Schneider, C. Sommer, K.E. Carpenter and V. Niem (eds.) Guía FAO para Identification de Especies para lo Fines de la Pesca. Pacífico Centro-Oriental. 3.
- Lahuerta Mouriño, F. e Vázquez Álvarez, F. X. (2000): Vocabulario multilingüe de organismos acuáticos. Santiago de Compostela: Junta de Galicia. ISBN 84-453-2913-8.
- McCosker, John F., Paxton, J. R. & Eschmeyer, W. N., eds. (1998): Encyclopedia of Fishes. San Diego, EE.UU.: Academic Press. ISBN 0-12-547665-5.
- Nelson, Joseph S. (2006): Fishes of the World. New York: John Wiley & Sons, Inc. ISBN 0-471-25031-7.
- Smith, D. G. (1990): "Congridae", p. 156-167, en: Quero, J. C., J. C. Hureau, C. Karrer, A. Post & L. Saldanha (eds.) Check-list of the fishes of the eastern tropical Atlantic (CLOFETA). Lisbon: JNICT / Paris: SEI / Paris: UNESCO. Vol. 1.